# Гандрабури
Гандрабу́ри, Гандрабура — село Ананьївської міської громади Подільського району Одеської області, Україна. Населення становить 2744 осіб.

## Історія
Засноване 1776 року селянами-втікачами з Молдавії.
За даними на 1859 рік у казенному селі Ананьївського повіту Херсонської губернії мешкала 2010 осіб (1045 чоловічої статі та 965 — жіночої), налічувалось 306 дворових господарств, існувала православна церква на честь Святого Архистратига Михаїла, збудована 1790 року.
Станом на 1886 рік у колишньому державному селі, центрі Гандрабурської волості, мешкало 2733 осіб, налічувалось 519 дворів, існували православна церква та школа.
За переписом 1897 року кількість мешканців зросла до 4845 осіб (2472 чоловічої статі та 2373 — жіночої), з яких 4817 — православної віри.
7 (20) листопада 1917 року, відповідно до Третього Універсалу Української Центральної Ради, увійшло до складу Української Народної Республіки.
Під час Ананьївського повстання місцеві мешканці, так само як і мешканці сусідніх Семенівки, Михайлівки і Байтал, повстали проти більшовиків і політики воєнного комунізму.[джерело?]
Під час організованого радянською владою Голодомору 1932—1933 років померло щонайменше 38 жителів села.
В 1970-х роках згідно УРЕ проживала 5141 людина.
Діяв колгосп ім. Котовського тваринницького напряму, з 9293 га землі, у тому числі 5400 га орної; 4 ремонтні майстерні, 2 млини, пилорама, молочний пункт, середня, восьмирічна та 4 початкові школи, бібліотека, клуб на 300 місць, дільнична лікарня.
12 червня 2020 року, відповідно до Розпорядження Кабінету Міністрів України від № 724-р «Про визначення адміністративних центрів та затвердження територій територіальних громад Одеської області», увійшло до складу Ананьївської міської територіальної громади.
17 липня 2020 року, в результаті адміністративно-територіальної реформи і ліквідації Ананьївського району, село увійшло до складу новоутвореного Подільського району.

## Сучасність
Діє загальноосвітня школа I—III ступенів

## Населення
За даними перепису населення 2001 року у селі проживали 2744 особи.
Рідною мовою назвали:
| Мова       | Кількість осіб | Відсоток |
| ---------- | -------------- | -------- |
| Молдовська | 2580           | 94,02 %  |
| Українська | 90             | 3,28 %   |
| Російська  | 72             | 2,62 %   |
| Інші       | 2              | 0,08 %   |

## Пам'ятники
- Церква Введення у Храм[d]
- Могила В. І. Волочана[d]
- Братська могила[d]

## Відомі уродженці
- Діордиця Олександр Пилипович (1911—1996) — молдовський радянський політичний діяч, з 1958 по 1970 — голова уряду Молдавської РСР.
- Єфрем (Барбинягра) (нар.1941) — архієрей Російської православної церкви.